# Нико Михаљевић
Никола Нико Михаљевић (Ливно, 29. март 1920 — Сарајево, 26. мај 2005) био је учесник Народноослободилачке борбе и друштвено-политички радник Социјалистичке Републике Босне и Херцеговине.

## Биографија
Рођен је 29. марта 1920. у Ливну. Пре Другог светског рата изучио је столарски занат. Као млади радник пристуио је револуционарном радничком покрету и марта 1941. постао члан Савеза комунистичке омладине Југославије (СКОЈ).
Након окупације Југославије, 1941. прикључио се Народоослободилачком покрету (НОП), а у децембру 1941. постао је члан Комунистичке партије Југославије (КПЈ). Током рата је био ухапшен од италијанског окупатора и извено време је провео у интернацији у Краљевини Италији. Године 1943. успео је да ступи у Ливањски партизански батаљона, а потом је био у Четвртој далматинској ударној бригади. Од јуна 1943. био је у Другој далматинској бригади, у којој се налазио на дужности заменика политичког комесара бригаде. Имао је чин резервног потпуковника.
Након ослобођења, налазио се на дужностима члана Окружног комитета КПЈ у Травнику, помоћника начелника Управе Народне милиције Босне и Херцеговине у Сарајеву, секретара Среског комитета КПЈ з Бугојну, а после тога и секретар Среског комитета КПЈ у Ливну и Јајцу. Био је и председник Скупштине општине Бугојно. Завршио је нижу гимназију у Сарајеву и Вишу партијску школу „Ђуро Ђаковић” у Београду.
На Четвртом конгресу СК Босне и Херцеговине марта 1965. изабран је за члана Централног комитета Савеза комуниста Босне и Херцеговине, а поново је биран на Петом, Шестом и Седмом конгресу. Био је и члан Председништва ЦК СК БиХ. Јануара 1972. изабран је за члана Председништва СКЈ и на овој функцији је остао до Десетог конгреса СКЈ, 1974. године. На Дванаестом конгресу СКЈ биран је за члана Централног комитета Савеза комуниста Југославије.
Био је председник Републичког одбора Савеза удружења бораца Народноослободилачког рата Босне и Херцеговине (СУБНОР) од 1974. до 1978. године. Од априла 1978. до априла 1982. налазио се на месту председника Скупштине СР Босне и Херцеговине. Децембра 1982. и децембра 1986. биран је за члана Савета федерације.
Носилац је Партизанске споменице 1941. и дугих југословенских одликовања, међу којима су — Орден заслуга за народ другог реда, Орден братства и јединства другог реда, Орден за храброст, Орден партизанске звезде трећег реда и Орден рада трећег реда.